# Loot box
Pour les articles homonymes, voir Loot (homonymie).

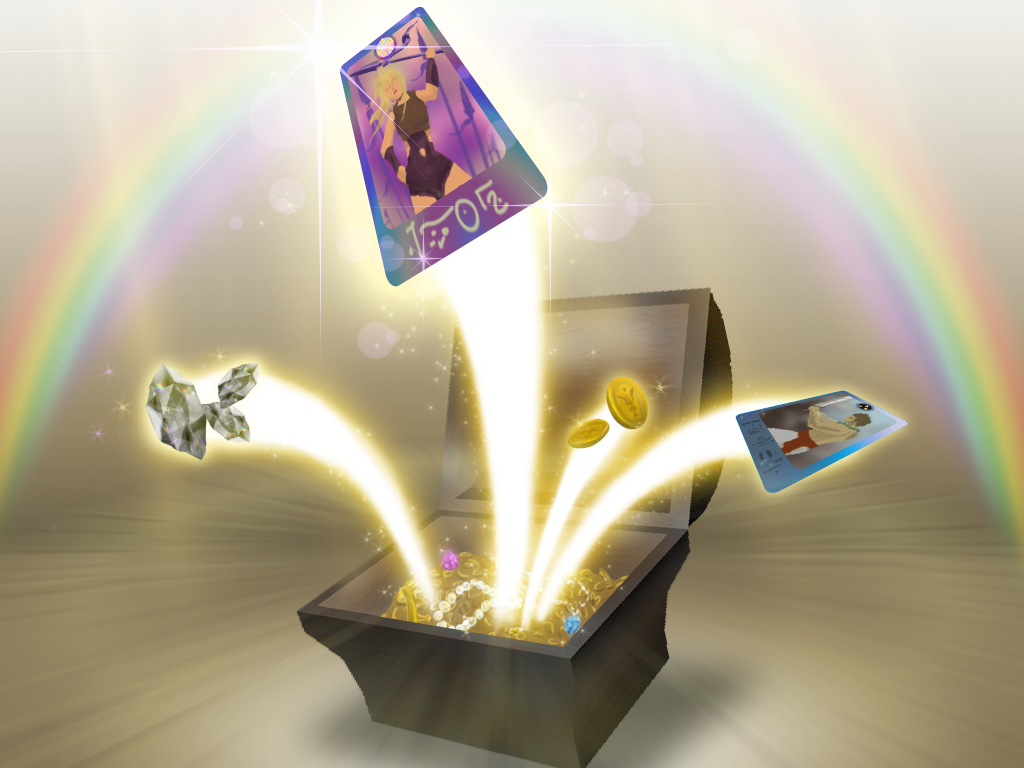
Représentation d'une loot box d'un jeu vidéo.

Dans le monde du jeu vidéo, une loot box (qui peut être traduit par « coffre à butin ») est un objet virtuel, généralement présenté sous forme de coffre et contenant un ou plusieurs objets virtuels, lesquels offrent au joueur des améliorations dans le jeu pouvant aller de la personnalisation d'un personnage à l'acquisition de nouvelles fonctionnalités.
Une loot box peut être gratuite ou payante. Dans ce dernier cas, elle fait partie de la stratégie commerciale des éditeurs de jeux vidéo, leur permettant via une somme modique généralement de faire payer aux joueurs des évolutions qui leur auraient demandé des heures de jeu en temps normal.  
Les loot boxes font l'objet de controverses sur le plan éthique ; elles sont parfois associées aux jeux de hasard, notamment par la Belgique qui les a interdits sur son territoire.

## Historique
D'abord apparues dans des jeux pour mobiles adoptant un modèle free-to-play, les loot boxes sont progressivement implantées dans des jeux à gros budgets payants de type AAA.
En novembre 2017, à la suite de la polémique engendrée par Star Wars Battlefront II, plusieurs entités gouvernementales questionnent et tentent de déterminer si la loot box se rattache aux jeux d'argent, et donc si celle-ci doit être régulée comme telle.
Dès la fin de 2017 en Belgique, la Commission des jeux de hasard (nl) ouvre une enquête sur plusieurs jeux « AAA » dont Overwatch, Counter Strike Global Offensive et FIFA 18. En avril 2018, le ministre de la Justice Koen Geens déclare que ces « coffres à butin » enfreignent la législation belge.
En France, le sénateur Jérôme Durain (Saône-et-Loire) et l'association de consommateurs UFC-Que choisir saisissent l'Autorité de régulation des jeux en ligne,. Celle-ci se montre alors préoccupée par la présence de plus en plus importante de loot boxes dans les titres vidéoludiques et expose trois dérives sur cette tendance économique : le fait qu'on puisse pousser à leur achat pour progresser dans le jeu, leur aspect aléatoire et la possibilité de les revendre contre de l'argent réel.  
Début 2018 en Allemagne, l'université de Hambourg réalise une étude qui démontre l’importance du hasard dans le jeu vidéo. Par la suite, la Commission pour la protection de la jeunesse du pays étudie « dans quelle mesure [la loot box] enfreint les lois protégeant les jeunes des jeux d'argent ». La commission souhaite rendre son verdict en mars de la même année, et peut bannir d'Allemagne ce modèle économique.
En Suède, le gouvernement souhaite dès 2019 modifier la loi sur les jeux d'argent, alors qu'il n'existe aucune régulation dans ce pays. En effet, dans une interview donnée pour la radio P3 News, le ministre suédois de l'Administration publique, Ardalan Shekarabi, explique vouloir « reprendre le contrôle du marché des jeux d'argent [...] et assurer que les lois suédoises de protection des consommateurs s'appliquent à tous les acteurs qui ont des activités dans ce domaine ». À ce sujet, le ministre défend également que de nombreuses personnes souffrent d'une addiction au jeu d'argent ; et des modes de jeu tels que « FIFA Ultimate Team » dans FIFA 18 seraient capables de faire perdre beaucoup d'argent aux consommateurs.
Le 17 septembre 2018 est publiée la déclaration d'un travail commun sur la « porosité entre jeux d'argent et jeux » de plusieurs régulateurs européens avec le régulateur de l'État de Washington.

## Législation par pays

### Belgique
Dès fin 2017 en Belgique, la Commission des jeux de hasard ouvre une enquête sur plusieurs jeux AAA dont Overwatch, Counter Strike Global Offensive et FIFA 18 afin de décider si les loot box peuvent être assimilées à un jeu de hasard. En avril 2018, le ministre de la Justice Koen Geens déclare que ces coffres à butin enfreignent la législation belge,:

« Les jeux incluant des loot boxes payantes qui ont été analysés, tels que ceux actuellement en vente dans notre pays, enfreignent dès lors la législation relative aux jeux de hasard et peuvent être attaqués sur le plan pénal. Les loot boxes doivent donc être supprimées, sans quoi les exploitants s’exposent à une peine de prison allant jusqu’à cinq ans et une amende pouvant atteindre 800 000 €. Lorsque des mineurs sont impliqués, ces peines peuvent être doublées. »

Les jeux de hasard sont interdits aux mineurs dans la loi belge cependant, la Belgique ne dispose d'aucun système de classification qui interdit la vente aux mineurs de jeux-vidéo (le système PEGI est une recommandation sur l'âge et non une interdiction). Les loot boxes sont donc interdits depuis avril 2018 et plusieurs éditeurs comme Nintendo, ont retiré leurs jeux en contenant. D'autres (comme Blizzard) ont simplement rendu ces micro-transactions indisponibles.

### France
En 2019 en France, un groupe de travail de l'Assemblée nationale se penche sur la légalité des loot boxes.

## Critiques
En 2019, un journaliste du site spécialisé français Jeuxvideo.com décrit les loot boxes comme « un vrai mal du jeu-vidéo ». Les chances de « gagner » (d’obtenir un objet virtuel désiré) seraient rarement claires. Il pense que tous les pays devraient les interdire aux mineurs, « en prenant exemple sur la Belgique ». Selon lui :

« Aujourd'hui encore, en France, un joueur de 11 ans peut acheter FIFA 19, jouer à Ultimate Team et se retrouver devant une véritable roulette de casino s'il veut que son équipe évolue convenablement. Dans la plupart de ces titres, ne pas dépenser d'argent ralentit drastiquement votre progression, surtout lorsqu'il s'agît de jeux compétitifs. On ne peut raisonnablement pas demander à des enfants d'être assez responsables pour se « restreindre », et c'est d'ailleurs pour cela que les portes des casinos leur sont, légalement, fermées. Ainsi, je trouve réellement inconcevable que de nombreux pays n'aient pas encore pris une décision similaire, bien que la question soit souvent posée, y compris en France ou aux États-Unis. »

Les jeux vidéo sont généralement considérés comme des jeux d'adresse plutôt que comme des jeux de hasard et ne sont donc pas réglementés par la plupart des lois sur les jeux d'argent, mais des chercheurs néo-zélandais et australiens concluent en 2018 que « les caisses à butin sont psychologiquement proches des jeux d'argent ». Un rapport distinct rédigé par des chercheurs anglais en 2021 conclut également que les caisses à proies sont « structurellement et psychologiquement proches des jeux d'argent »,.
Les partisans des caisses de butin réfutent les plaintes selon lesquelles il s'agit de systèmes de jeu, les comparant à des jouets à collectionner déblocables tels que les Hatchimals, ou les boosters des jeux de cartes à collectionner physiques tels que Magic: The Gathering, dans lequel l'élément central de la stratégie du jeu est la création d'un jeu pour le jeu. Aux États-Unis, les GCC ont déjà fait l'objet de poursuites pour savoir s'ils constituaient une forme de jeu, mais n'ont pas été jugés responsables.

## Liste de jeux vidéo intégrant desloot boxes
Liste non exhaustive.
- Animal Crossing: Pocket Camp
- Apex Legends
- Call of Duty: Advanced Warfare
- Call of Duty: Black Ops III
- Call of Duty: Infinite Warfare
- Call of Duty: WWII
- Counter-Strike: Global Offensive
- Dofus Touch
- EFootball PES 2021 Season Update
- Everquest II
- FIFA 18
- Fortnite Battle Royale
- Guild Wars 2
- Injustice 2
- Last Day on Earth: Survival
- Mario Kart Tour
- Mass Effect 3
- Overwatch
- Rocket League
- Star Wars Battlefront II
- Team Fortress 2
- World of Tanks (au moment des fêtes de fin d'année)